# Alcithoe fissurata
Alcithoe fissurata is een slakkensoort uit de familie van de Volutidae. De wetenschappelijke naam van de soort is voor het eerst geldig gepubliceerd in 1963 door Dell.